# Liste der Einträge im National Register of Historic Places im Carroll County (Illinois)

Lage des Carroll County in Illinois

Die Liste der Registered Historic Places im Carroll County in Illinois führt alle neun Bauwerke und historischen Stätten im Carroll County auf, die in das National Register of Historic Places aufgenommen wurden.

## Legende
| NRHP | Historic Place    |
| HD   | Historic District |

## Aktuelle Einträge
| Lfd. Nr. | Name im NRHP                                     | Bild                            | Jahr der Eintragung                                | Adresse / Lage                                         | Ort           | NRHP-ID  |
| -------- | ------------------------------------------------ | ------------------------------- | -------------------------------------------------- | ------------------------------------------------------ | ------------- | -------- |
| 1        | Carroll County Courthouse                        | Carroll County Courthouse       | 1973                                               | Courthouse Square 42° 6′ 2″ N, 89° 58′ 42″ W           | Mount Carroll | 73000692 |
| 2        | Chisholm House                                   |                                 | 1973                                               | 326 East Locust Street 42° 6′ 7″ N, 89° 49′ 45″ W      | Lanark        | 73002312 |
| 3        | Charles Franks House                             | Charles Franks House            | 1998                                               | 34431 US 52 42° 3′ 47″ N, 89° 41′ 51″ W                | Lanark        | 98000459 |
| 4        | Nathaniel Halderman House                        | Nathaniel Halderman House       | 1980                                               | 728 East Washington Street 42° 5′ 52″ N, 89° 58′ 18″ W | Mount Carroll | 80001339 |
| 5        | Caroline Mark House                              | Caroline Mark House             | 222 East Lincoln Street 42° 6′ 3″ N, 89° 58′ 29″ W | Mount Carroll                                          | 83000303      |          |
| 6        | Mississippi Palisades State Park                 |                                 | 2009                                               | 16327A IL 84 42° 8′ 18″ N, 90° 9′ 32″ W                | Savanna       | 09000295 |
| 7        | Mount Carroll Historic District                  | Mount Carroll Historic District | 1980                                               | IL 64 und IL 78 42° 5′ 31″ N, 89° 58′ 49″ W            | Mount Carroll | 80001340 |
| 8        | Spring Lake Cross Dike Island Archeological Site |                                 | 1975                                               |                                                        | Savanna       | 75002207 |
| 9        | Joseph Steffens House                            | Joseph Steffens House           | 1985                                               | Südlich der Elkhorn Road 41° 57′ 59″ N, 89° 43′ 3″ W   | Milledgeville | 85000771 |